# 自作 (アマチュア無線)
アマチュア無線における自作（じさく）（英語：Amateur radio homebrew）とは、アマチュア無線の楽しみ方のひとつで、アマチュア無線技士がアマチュア無線に使用する機器などを自ら設計・製作することである。

## 概要
国際法、すなわち国際電気通信連合憲章に規定する『無線通信規則』においてアマチュア業務とは「金銭上の利益のためでなく、もっぱら個人的に無線技術に興味を持ち、正当に許可された者が行う自己訓練、通信及び技術的研究の業務（第1条第78項）」と定義され、日本の電波法施行規則においても「金銭上の利益のためでなく、もつぱら個人的な無線技術の興味によつて行う自己訓練、通信及び技術的研究の業務をいう」と定義されている。
日本アマチュア無線連盟では自作奨励の一環として毎年、自作品コンテストを実施し、アマチュア無線フェスティバルで入賞作品を公開している。

## アメリカにおける例
例えばアメリカでは、組み立てキットの供給者も多く、自作の文化、すなわち、「自家製の芸術」としての地位も得ている。

## 具体的な自作
送受信装置本体に加え、電鍵、ボイスメモリ、スイッチャーなど数多くの周辺機器が存在する。

### アンテナ
アンテナの自作・改造は、直接的には電波法令の制限を受けないが、電波の質に影響を与える可能性があり、また利得の向上にともなって電波障害を引き起こすこともありえるため、入念な調整と各種測定が必要である。

### 受信機および周辺機器
受信機および周辺機器については、電波法令の制限を受けず自由に製作、改造が可能で必要な手続きも無い。これは、これらの機器が動作原理上、電波の質に影響を与えないためである。
送受信機やアンテナは電気工学や電子回路に関する専門的な知識や技術、また測定器や特殊な部品などが必要な場合も多いが、周辺機器は最低限度の機械工作の技術があれば製作できる例も多く、材料もホームセンターや廃材を利用して入手しやすい。

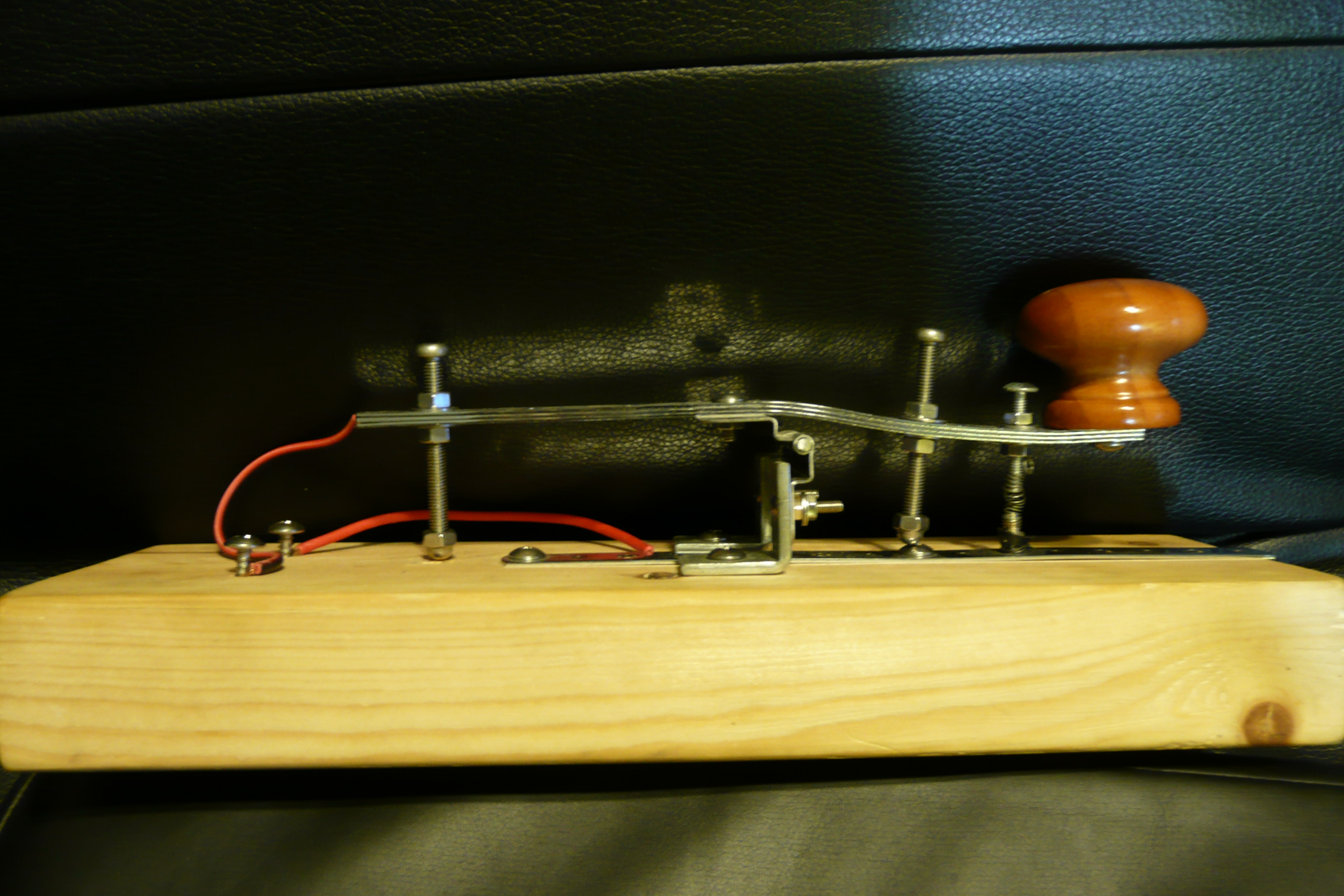
ドアノブ、ボールペンのばねなどの部材で製作されている自作電鍵。

## 自作・改造機器に関する手続き
本節では日本でのアマチュア無線における自作・改造機器に関する諸手続きを記述する。

### 送信装置
自作の送信装置で免許を受けるには、
1. 落成検査を受ける[5]
2. 技術基準適合証明を受ける[6]
3. 保証認定を受ける[7]

なお、技術基準適合証明を取得して免許を受けた事例は極めて少ない。